# The Reytons
The Reytons sind eine englische Indie-Rockband aus Rotherham in der Grafschaft South Yorkshire. Die Band wurde im Jahre 2017 gegründet und hat bislang drei Studioalben veröffentlicht. Ihr zweites Studioalbum What’s Rock and Roll? erreichte im Jahre 2023 Platz eins der britischen Albumcharts.

## Bandgeschichte
Sänger Jonny Yerrell und Bassist Lee Holland lernten sich bei Open-Mic-Veranstaltungen kennen. Sie beschlossen eine Band zu gründen und holten sich Joe O’Brien an der Gitarre und Joe O’Connor am Schlagzeug dazu. Die vier Mitglieder der Reytons stammen aus Sheffield und Doncaster in South Yorkshire. Gegründet wurde die Band jedoch in Rotherham. Sie unterschrieben einen Plattenvertrag beim Plattenlabel Scruff of the Neck aus Manchester und veröffentlichten schon kurz darauf ihre erste EP It Was All So Monotonous gefolgt von K.O.T.E., beide mit fünf Songs. Die dritte EP Alcopops & Charity Shops folgte 2018. Mit diesen Veröffentlichungen brachten sie es bereits auf eine halbe Million Streamingabrufe, ihre Auftritte in lokalen Spielstätten wie Sheffields Leadmill waren ausverkauft. In den nächsten beiden Jahren veröffentlichten sie eine Reihe weiterer Songs und überbrückten das Pandemiejahr 2020, bevor sie zu Beginn des folgenden Jahres die EP May Seriously Harm You and Others Around You mit drei der Singles und drei neuen Songs veröffentlichten. Es brachte den Reytons mit Rang 27 die erste Platzierung in den britischen Charts. 
Bis zum Ende des Jahres bauten sie es mit alten und neuen Songs zu einem vollen Album aus. Wie eine frühere EP hieß es Kids Off the Estate und brachte die Band auf Platz elf der Albumcharts. Am 20. Januar 2023 veröffentlichte die Band ihr zweites Studioalbum What’s Rock and Roll?. Das von David Watts produzierte und komplett in Eigenregie veröffentlichte Album stieg auf Platz eins der britischen Albumcharts ein. Die britische Tageszeitung The Daily Telegraph stellte daraufhin die Frage, ob die Musikcharts überhaupt noch einen Sinn haben. Er argumentierte, dass die zweitplatzierte Taylor Swift Millionen von Streams verbuchen konnte, während die Reytons 10.000 physische Einheiten des Albums verkauft hätten. Im Herbst 2023 spielte die Band eine Tournee durch das Vereinigte Königreich mit der Vorband The Lottery Winners, die mit einem Auftritt in der mit 12.500 Zuschauern ausverkauften Sheffield Arena endete.
Am 26. Januar 2024 veröffentlichte die Band ihr drittes Studioalbum Ballad of a Bystander, welches Platz zwei der britischen Albumcharts erreichte. In der Folge beklagte die Band öffentlich, dass einige ihrer physischen Albenverkäufe ungerechtfertigterweise nicht gewertet wurden, obwohl der Kauf einer CD alleinige Voraussetzung für den Eintritt zu einem Live-Auftritt der Band war und dadurch einen Regelbruch darstellte. Am 6. Juli 2024 spielte die Band im Rotherhamer Clifton Park ihr bis dato größtes Konzert vor 20.000 Zuschauern. Ein Mitschnitt des Konzerts wurde am 13. Dezember 2024 als Livealbum Clifton Park veröffentlicht, welches Platz fünf der britischen Albumcharts erreichte. Im September 2024 sorgte die Band mit der Ankündigung für eine UK/Irland-Tournee im Frühjahr 2025 für Aufsehen. In einem Video sucht die Band einen Ersatz für den am Arm verletzten Bassisten Lee Holland und entscheidet sich für den ehemaligen englischen Fußballnationalspieler Gary Neville. Sänger Jonny Yerrell erklärte kurz darauf, dass die Band Neville nach einem Konzert kennen gelernt hat, der sich als Fan der Reytons bekannte.

## Stil
James Wilkinson vom Onlinemagazin Allmusic beschrieb die Musik der Reytons als „stark akzentuierten, bodenständigen Stil des Indie-Rock, der nicht weit von den Frühwerken der Arctic Monkeys entfernt wäre“. Desh Kapur vom Onlinemagazin All Music Magazine bezeichnete die Musik der Reytons als Indie-Rock mit einer „rasiermesserscharfen Punk-Kante“.

## Diskografie

### Studioalben
| Jahr | Titel Musiklabel                       | Höchstplatzierung, Gesamtwochen, AuszeichnungChartsChartplatzierungen (Jahr, Titel, Musiklabel, Platzierungen, Wochen, Auszeichnungen, Anmerkungen) | Anmerkungen                             |
| Jahr | Titel Musiklabel                       | UK | Anmerkungen                             |
| ---- | -------------------------------------- | --- | --------------------------------------- |
| 2021 | Kids Off the Estate Scruff of the Neck | UK11 (1 Wo.)UK | Erstveröffentlichung: 12. November 2021 |
| 2023 | What’s Rock and Roll? Selbstverlag     | UK1 (2 Wo.)UK | Erstveröffentlichung: 20. Januar 2023   |
| 2024 | Ballad of a Bystander Selbstverlag     | UK2 (1 Wo.)UK | Erstveröffentlichung: 26. Januar 2024   |

### Livealben
| Jahr | Titel Musiklabel          | Höchstplatzierung, Gesamtwochen, AuszeichnungChartsChartplatzierungen (Jahr, Titel, Musiklabel, Platzierungen, Wochen, Auszeichnungen, Anmerkungen) | Anmerkungen                             |
| Jahr | Titel Musiklabel          | UK | Anmerkungen                             |
| ---- | ------------------------- | --- | --------------------------------------- |
| 2024 | Clifton Park Selbstverlag | UK5 (… Wo.)UK | Erstveröffentlichung: 13. Dezember 2024 |

### EPs
| Jahr | Titel Musiklabel                                            | Höchstplatzierung, Gesamtwochen, AuszeichnungChartsChartplatzierungen (Jahr, Titel, Musiklabel, Platzierungen, Wochen, Auszeichnungen, Anmerkungen) | Anmerkungen                            |
| Jahr | Titel Musiklabel                                            | UK | Anmerkungen                            |
| ---- | ----------------------------------------------------------- | --- | -------------------------------------- |
| 2017 | It Was All So Monotonous Selbstverlag                       | — | Erstveröffentlichung: 1. Mai 2017      |
| 2017 | K.O.T.E. Selbstverlag                                       | — | Erstveröffentlichung: November 2017    |
| 2018 | Alcopops & Charity Shops Selbstverlag                       | — | Erstveröffentlichung: 3. August 2018   |
| 2021 | May Seriously Harm You and Others Around Scruff of the Neck | UK27 (1 Wo.)UK | Erstveröffentlichung: 19. Februar 2021 |

### Lieder
- 2021: On the Back Burner (UK: Silber)

### Musikvideos
- 2017: Clare’s Love
- 2017: Reckless
- 2017: Slice of Lime
- 2017: Could Do Better
- 2019: Wide Eyes and Halos
- 2019: Retro Emporium
- 2020: Headache
- 2020: Red Smoke
- 2020: Shoebox
- 2021: Jealous Type
- 2021: Broke Boys Cartel
- 2021: Antibiotics
- 2021: Expectations of a Fool
- 2021: Landslide
- 2021: Nothing to Declare
- 2021: Kids Off the Estate
- 2022: Avalanche
- 2022: Fading
- 2023: Let Me Breathe
- 2023: Market Street
- 2023: Nineteen Crimes
- 2025: Guilt Trip

## Auszeichnungen für Musikverkäufe
Anmerkung: Auszeichnungen in Ländern aus den Charttabellen bzw. Chartboxen sind in ebendiesen zu finden.
| Land/RegionAuszeichnungen für Musikverkäufe (Land/Region, Auszeichnungen, Verkäufe, Quellen) | Silber  | Gold | Platin | Verkäufe | Quellen   |
| -------------------------------------------------------------------------------------------- | ------- | ---- | ------ | -------- | --------- |
| Vereinigtes Königreich (BPI)                                                                 | Silber1 | —    | —      | 200.000  | bpi.co.uk |
| Insgesamt                                                                                    | Silber1 | —    | —      |          |           |